# Arnemuiden (stacja kolejowa)
Arnemuiden (niderl. Station Arnemuiden) – stacja kolejowa w Arnemuiden, w prowincji Zelandia, w Holandii. Stacja znajduje się na linii Roosendaal – Vlissingen.

## Linie kolejowe
- Linia Roosendaal – Vlissingen

## Połączenia
- 2200 IC Amsterdam Centraal – Haarlem – Leiden Centraal – Den Haag HS – Rotterdam Centraal – Dordrecht – Roosendaal – Arnemuiden – Vlissingen